# Бейкер, Наташа
Наташа Луиза Бейкер (англ. Natasha Louise Baker; род. 30 декабря 1989, Хаммерсмит, Большой Лондон) ― британская паралимпийская спортсменка, выступающая в конном спорте, 6-кратная чемпионка Паралимпийских игр 2012, 2016 и 2020 годов. Офицер ордена Британской империи.

## Биография
Бейкер родился 30 декабря 1989 года в Хаммерсмите, Лондон, Англия. В возрасте 14 месяцев она заболела поперечным миелитом, воспалением в позвоночнике, которое повлияло на ее нервные окончания. Она осталась со слабостью и отсутствием чувствительности в ногах.

## Конный спорт
Наташа Бейкер начала кататься на лошадях, поскольку физиотерапевты сказали, что это поможет ей укрепить мышцы. Она начала соревноваться верховой ездой в возрасте девяти лет в местной ассоциации верховой езды для инвалидов в Бакингемшире. Наблюдая за Летними Паралимпийскими играми 2000 года, в возрасте десяти лет она решила, что хочет участвовать в Паралимпийских играх. Поскольку ей не хватает силы в ногах, она тренирует своих лошадей реагировать на ее голос и движения, которые она может делать в седле. [Она участвует в паралимпийской классификации III степени .
В 2011 году она впервые выступила на чемпионате среди взрослых, участвуя в чемпионате Европы, проходившем в Мурселе, Бельгия, где она выиграла золотые медали как в индивидуальном, так и в фристайл-соревнованиях II степени.
Она была выбрана в составе сборной Великобритании по выездке на Летних Паралимпийских играх 2012 года, проходивших в Лондоне, Великобритания. В личном зачете чемпионата II степени Бейкер на лошади Кабрала, 11-летнего мерина, набрала 76,857 %, установив новый паралимпийский рекорд в классификации II степени и выиграв золотую медаль, опередив действующую чемпионку Германии Бритту Напель, завоевавшую серебро.
Там же выиграла свою вторую золотую медаль Игр в индивидуальном зачете вольным стилем II степени. Она установила новый паралимпийский рекорд — 82,800 %, обогнав Неапель, занявший второе место, более чем на 5 %.
На Паралимпиаде 2016 года Наташа трижды завоевала золотые медали: в индивидуальном зачете II степени, в индивидуальном турнире по вольному стилю II разряда
и в командных соревнованиях.
На Паралимпийских играх 2020 в Токио Бейкер выиграла золотую медаль в командах и две личные серебряные медали.

## Награды
- Офицер ордена Британской империи (2013).